# Resolutie 2102 Veiligheidsraad Verenigde Naties
Resolutie 2102 van de Veiligheidsraad van de Verenigde Naties werd op 2 mei 2013 unaniem aangenomen door de VN-Veiligheidsraad die aldus de bijstandsmissie UNSOM voor Somalië oprichtte.

## Achtergrond
In 1960 werden de voormalige kolonies Brits-Somaliland en Italiaans-Somaliland onafhankelijk en samengevoegd tot Somalië. In 1969 greep het leger de macht en werd Somalië een socialistisch-islamitisch land. In de jaren 1980 leidde het verzet tegen het totalitair geworden regime tot een burgeroorlog en in 1991 viel het centrale regime. Sindsdien beheersten verschillende groeperingen elk een deel van het land en viel Somalië uit elkaar. Toen milities van de Unie van Islamitische Rechtbanken de hoofdstad Mogadishu veroverden, greep buurland Ethiopië in en heroverde de stad. In 2007 stuurde de Afrikaanse Unie met toestemming van de Veiligheidsraad 8000 - later 12.000 - vredeshandhavers naar Somalië. In 2008 werd piraterij voor de kust van Somalië een groot probleem. In september 2012 trad na verkiezingen een nieuwe president aan die met zijn regering de rol van de tijdelijke autoriteiten die Somalië jarenlang hadden bestuurd moest overnemen.

## Inhoud

### Waarnemingen
Het voorbije jaar had Somalië veel vooruitgang geboekt. De regering van het land werkte met de hulp van de AMISOM-vredesmacht van de Afrikaanse Unie aan het verwerven van de controle over het hele land. Ook de dialoog tussen de federale regering en de regionale besturen verliep goed. Intussen leed het land nog wel onder een humanitaire crisis en vonden er terreuraanvallen plaats die de vrede en veiligheid ondermijnden. In september 2013 zou in Brussel een conferentie over Somalië worden gehouden waar de internationale inspanningen en het zespuntenbeleid van de Somalische president gecoördineerd zouden worden.

### Handelingen
De Veiligheidsraad richtte de VN-bijstandsmissie in Somalië op, die vanaf 3 juni, en onder leiding van de speciale vertegenwoordiger van de secretaris-generaal, voor initieel twaalf maanden het volgende mandaat kreeg:
a. Somalië bijstaan bij het vredes- en verzoeningsproces,
b. Advies geven inzake bestuur, hervorming van leger en politie en de ontwikkeling van een staatsbestel,
c. Helpen met de coördinatie van de internationale steun,
d. De capaciteiten van Somalië inzake mensenrechten, de bescherming van kinderen, het voorkomen van geweld tegen vrouwen en justitie helpen versterken,
e. Helpen met het toezicht op en het onderzoek naar de schending van mensenrechten.

## Verwante resoluties
- Resolutie 2077 Veiligheidsraad Verenigde Naties (2012)
- Resolutie 2093 Veiligheidsraad Verenigde Naties
- Resolutie 2111 Veiligheidsraad Verenigde Naties
- Resolutie 2124 Veiligheidsraad Verenigde Naties

Lijst ·  2086 ·  2087 ·  2088 ·  2089 ·  2090 ·  2091 ·  2092 ·  2093 ·  2094 ·  2095 ·  2096 ·  2097 ·  2098 ·  2099 ·  2100 ·  2101 ·  2102 ·  2103 ·  2104 ·  2105 ·  2106 ·  2107 ·  2108 ·  2109 ·  2110 ·  2111 ·  2112 ·  2113 ·  2114 ·  2115 ·  2116 ·  2117 ·  2118 ·  2119 ·  2120 ·  2121 ·  2122 ·  2123 ·  2124 ·  2125 ·  2126 ·  2127 ·  2128 ·  2129 ·  2130 ·  2131 ·  2132